# 李佾
李佾（?—879年），唐朝皇子，是唐懿宗的长子，生母不详。
咸通三年（862年），李佾被他父亲唐懿宗封为魏王，与凉王李侹、蜀王李佶同封。
乾符六年（公元879年）正月，魏王佾薨。
　　